# Герб Покровського району (Кривий Ріг)
Герб Покро́вського райо́ну — герб однойменного району Кривого Рогу затверджений рішенням сесії Покровської районної ради.

## Опис герба
На зеленому щиті над лазуровим пониженим хвилястим поясом із срібними облямівками червоний трикутник, на якому три золотих дубових листка із жолудями. Навколо щита на кільцевій золотій стрічці колоски і напис «Покровський район».